# 1952 w sztukach plastycznych
Wydarzenia w sztukach plastycznych i wizualnych w 1952 roku.

## Wydarzenia
- W Sopocie powstała Państwowa Galeria Sztuki (jako oddział Centralnego Biura Wystaw Artystycznych)[1].

## Malarstwo
- Jean Dubuffet

Zniszczone królestwo
- Salvador Dalí

Galatea sfer niebieskich
Nuklearny krzyż
- Edward Hopper

Poranne słońce – olej na płótnie
Hotel przy torach – olej na płótnie
- Franz Kline

Cyfra osiem (Figure Eight) – olej na płótnie, 204,5x161,3 cm
- Sam Francis

Saint-Honore – olej na płótnie, 201x134,5 cm

## Grafika
- Marc Chagall

Ukrzyżowanie (1951-1952) – litografia
Księżycowa para (1951-1952) – litografia
- Maurits Cornelis Escher

Dwie przecinające się płaszczyzny – drzeworyt langowy
Podział przestrzeni na sześciany – litografia
Kałuża – drzeworyt langowy
Grawitacja – litografia kolorowana ręcznie
Smok – drzeworyt sztorcowy

## Fotomontaż
- Hannah Höch

Czerwona strona tekstylna

## Rzeźba
- Alina Szapocznikow

Dekoracje rzeźbiarskie domu Związku Budowlanych (ok. 1952)
Dziewczyna z warkoczem (Portret Marysi Górnej)
Gimnastyczka (Stefa)
Postać sportowca (Łucznik)
projekt Pomnika w Brzezince – Studium kobiety z dzieckiem

## Urodzeni
- 14 czerwca – Piotr Piotrowski (zm. 2015), polski historyk sztuki, kurator
- 25 września – Paweł Susid – polski malarz
- Bożenna Biskupska – polska rzeźbiarka
- Robert Knuth – polski artysta multimedialny

## Zmarli
- 26 grudnia – Władysław Strzemiński (ur. 1893), polski malarz, teoretyk sztuki